# Back Bay (Metro de Boston)
Back Bay es una estación en la línea Naranja del Metro de Boston. La estación se encuentra localizada en 145 Dartmouth Street en Boston, Massachusetts. La estación Back Bay fue inaugurada el 4 de mayo de 1987. La Autoridad de Transporte de la Bahía de Massachusetts es la encargada por el mantenimiento y administración de la estación. La estación es servida por tres líneas de Amtrak, al igual que de cuatro líneas de Trenes de Cercanías.

## Descripción
La estación Back Bay cuenta con 5 vías sirviendo a Amtrak y las líneas de cercanía. Las vías 2, 1 y 3 (de sur a norte) sirven a la línea Acela Express de Amtrak y la línea  Regional Noreste y la del Servicio de Cercanías de Boston la línea Providence/Stoughton, línea Franklin y la línea Needham. Las vías 5 y 7 en la línea Framingham/Worcester y la línea Lake Shore Limited sirven a los trenes con sentido oeste desde una plataforma central separada. Las plataformas y las vías de la línea Naranja se encuentran ubicadas entre estos dos grupos de vías.

## Conexiones
La estación es abastecida por las siguientes conexiones: 
- 10 City Point – Copley Square vía Estación Andrew & BU Medical Center
- 39 Back Bay – Forest Hills vía Copley Square y la Avenida Huntington
- 170 Central Square (Waltham) — Dudley Square vía Copley Square, Mass Pike/I-90